# 덴마크 방송 협회
덴마크 방송 협회(Danmarks Radio, DR)는 덴마크의 공영 방송이다. 1925년에 라디오 방송국을 개국하였으며 1950년에 결성된 유럽 방송 연맹의 원년 멤버이다.
DR은 원래 미디어 수신료 자금을 조달하였으나, 2022년 이후 미디어 수신료는 덴마크 소득세에 추가되는 것으로 대체되었다.
오늘날 DR은 3개의 텔레비전 채널을 운영하고 있으며, 모두 DVB-T2 네트워크를 통해 덴마크 전역에 지상파로 송출된다. DR은 또한 7개의 라디오 채널을 운영한다. 이 모든 방송은 DAB+ 라디오와 온라인으로 시청할 수 있으며, 초기부터 운영하였던 4개 방송은 FM 라디오에서도 시청할 수 있다.

## 역사
1925년 4월 1일 "라디오오르드닝겐(Radioordningen)"이라는 이름으로 설립되었으며, 1926년 "스타트스라디오포니엔(Statsradiofonien)"으로, 1959년 "단마르크스 라디오(Danmarks Radio)"로 개명되었다. 그리고 1996년에 약칭인 "DR"이 정식 사명이 되었다.
제2차 세계 대전에서 독일이 덴마크를 점령하는 동안 라디오 방송이 검열되었으며, 특히 1943년 8월부터 가혹한 조건하에 검열되어 많은 덴마크인이 BBC나 무허가 언론을 포함하여 1944-1945년 스웨덴 라디오의 덴마크어 방송으로 눈을 돌렸다.
1951년에 Statsradiofonien의 두 번째 FM 라디오 방송국 프로그램2(P2)가 개국하였고, 1963년에 P3가 추가되었다.
텔레비전 시험 방송은 1949년에 시작되었고, 1951년 10월 2일 덴마크 최초의 텔레비전 채널이 개국하면서 정규 방송이 시작되었다. 매일 방송은 1954년에 시작되었다. 1967년 3월에 컬러 텔레비전 시험 방송이 시작되었고, 1968년 프랑스 그르노블 동계 올림픽을 위해 최초의 대규모 컬러 방송이 시작되었다. 1970년 4월 1일, DR은 공식적으로 컬러 텔레비전의 시험방송을 종료했으나, 1978년에 이르러서야 마지막 흑백 텔레비전 프로그램(TV-Avisen(뉴스 프로그램))이 컬러로 전환되었다.
1983년 5월 16일 현지 시간 14:00에 DR은 모든 DR 채널에 걸쳐 덴마크 최초의 문자다중방송을 시작했다.
DR의 텔레비전 독점은 TV 2가 방송을 시작한 1988년까지 지속되었다. 8년 후인 1996년 8월 30일에 DR2라는 두 번째 텔레비전 채널을 개국하였다. 개국 초기에는 전국적으로 방송되지 않았기 때문에 초기에는 덴 헤멜리게 카날(den hemmelige kanal, 비밀 채널)로 불리기도 했다.
DAB의 첫 번째 시험송출은 1995년에 이루어졌으며, 2002년 10월에 8개의 채널이 공식적으로 개국되었다.
2007년 6월 7일, DR은 온라인 전용 뉴스 채널인 DR 업데이트를 개국했다. 이후에 지상파 TV 등에서 시청 가능하도록 하였다. 2009년 11월 1일 공중파 디지털 신호로 전환하면서 DR은 3개의 채널(DR K, DR HD, DR Ramasjang)을 라인업에 추가했다.
2013년, 검은색 바탕에 흰색 산세리프 글꼴로 "DR"이라는 글자를 사용한 새로운 로고가 도입되었고, 텔레비전 채널의 라인업을 다시 한번 변경했다. 젊은 층을 겨냥한 새로운 채널인 DR3가 DR HD를 대체했다. 어린이들을 위한 또 다른 채널인 DR Ultra가 DR Update를 대체했다. DR 업데이트의 폐쇄후 뉴스 및 시사 채널로서 DR 2의 개편이 이루어졌다.
2017년 10월 1일에 DAB에서 새로운 DAB+ 형식으로의 전국적인 전환이 이루어졌다. DR의 모든 방송국과 개인 소유의 공공 서비스 채널인 Radio24Syv는 두 번째 national DAB+ 멀티플렉스(DAB-blok 2)로 이전했다.

## 방송 채널

### 라디오

#### 아날로그, 디지털 겸용
- DR P1: 뉴스 및 시사 전문 채널
- DR P2 Klassisk: 클래식 음악 및 문화 채널
- DR P3: 연예 및 오락, 스포츠 채널

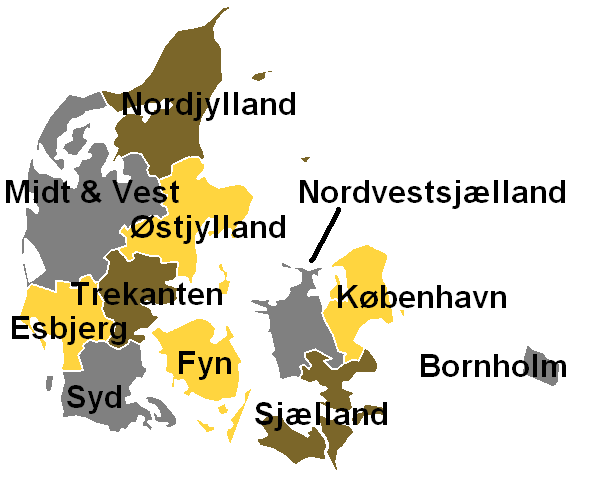
DR P4의 지역별 방송 권역

- DR P4: 지역 소식 및 대중 음악 채널, 덴마크의 각 지역별 방송국에서 자체 방송을 실시한다. 각 지역별 방송 채널은 아래와 같으며 방송 권역은 2006년까지 쓰였던 덴마크의 주을 따른다.
  - P4 Bornholm(보른홀름섬)
  - P4 Esbjerg(구 리베주)
  - P4 Fyn(구 퓐스주)
  - P4 København(구 코펜하겐주, 구 프레데릭스보르주, 구 로스킬레주)
  - P4 Midt & Vest(구 링쾨빙주, 구 비보르주)
  - P4 Nordjylland(구 노르윌란주)
  - P4 Nordvestsjælland(구 베스트셸란주)
  - P4 Østjylland(구 오르후스주)
  - P4 Sjælland(구 스토르스트룀주)
  - P4 Syd(구 쇠네르윌란주)
  - P4 Trekanten(구 바일레주)

#### 디지털 오디오 방송전용
- DR P5
- DR P6 Beat
- DR P7 Mix
- DR P8 Jazz
- DR Ramasjang
- DR Mama

### 텔레비전
- DR1(HD): 덴마크의 첫 텔레비전 방송국으로 1951년 10월 2일 개국
- DR2(HD): 1996년 8월 30일 개국. 2013년 3월 4일부터 뉴스, 시사 중심 채널로 개편하였다가 2020년 1월 2일 DR K를 흡수합병하며 문화 채널로 재개편
- DR3(HD): 2013년 1월 28일 DR HD를 대신해 개국한 채널로, 연예 오락, 청소년 위주의 편성을 한다. 2020년 1월 2일부터 온라인 서비스로 전환
- DR Ramasjang: 2009년 11월 1일 개국한 4~8세 대상 어린이 채널
- DR Ultra: 2013년 3월 개국한 9~14세 대상 채널. 개국 전에는 'Lille Ramasjang'이라는 프로젝트 이름으로도 알려져 있었다. 2020년 1월 2일부터 온라인 서비스로 전환
- DR Minisjang: 2021년 3월 시작한 1~3세 영유아 대상 온라인 서비스

#### 없어진 채널
- DR Update: 2007년 6월 7일부터 2013년 3월 4일까지 방송한 단신 중심의 뉴스 채널
- DR HD: 2009년 11월 1일부터 2013년 1월 28일까지 방송한 HD 전용 채널
- DR K(HD): 2009년 11월 1일부터 2020년 1월 2일까지 방송한 문화,예술,교양 채널

## 로고

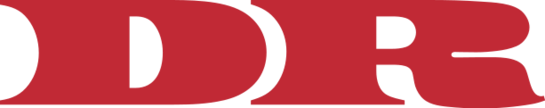
DR 1차 로고 (1964년~1996년 8월 29일)
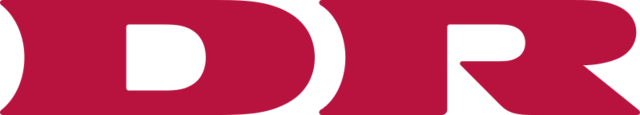
DR 2차 로고 (1996년 8월 30일~2005년 5월 31일)
DR 3차 로고 (2005년 6월 1일~2009년 8월 31일)
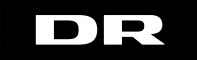
DR 4차 로고 (2013년 2월 1일~현재)

## 자금 조달
DR의 주요 자금 조달 수단은 수신료를 통해 이루어지며, 2017년 이후 가구당 연간 2,492 DKK의 비용이 소요된다. 전통적으로 라디오와 텔레비전 수신기의 소유주들은 수신료를 지불해야 했다. 그러나 온라인 스트리밍의 가용성이 높아지면서 2007년 1월 1일 텔레비전 수신료에서 더 널리 지불되는 "미디어 수신료"로 대체되었다. 이 수신료는 텔레비전 수상기뿐만 아니라 인터넷 접속을 가능하게 하는 컴퓨터, 스마트폰 또는 기타 장치를 소유한 모든 사람들에게도 필수적이다.
2007년에는 약 18만 가구가 미디어 수신료를 지불하지 않았다.
추가적인 수익은 DR 콘서트홀에서 개최하는 DR 주최 콘서트와 다른 행사들의 설치, 서적, CD, DVD의 판매, DR 제작 프로그램 카탈로그의 해외 판매와 같은 상업적 활동에서 나온다.
2018년 3월 16일에 좌파당, 보수인민당, 자유동맹, 덴마크 인민당으로 구성된 덴마크 의회의 발표에 따라 2019년부터 2022년까지 4년 동안 미디어 수신료가 일반 과세로 대체되었다.

## 지리적 지상파 적용 범위
덴마크덴마크 전역은 5개의 멀티플렉스(MUX)로 구성된 전국 DVB-T2 및 MPEG-4 네트워크를 통한 디지털 지상파 수신으로 덮여 있다. DR은 모든 DR 채널을 암호화하지 않고 방송하는 MUX 1을 소유하고 있다. 덴마크 본토와 섬들의 낮은 지형을 감안할 때, 국가의 모든 지역이 취재를 받으려면 소위 신호 과잉이 불가피하다. 따라서 모든 DR의 채널은 독일 최북단, 스웨덴 최남단 스카니아에서 사용할 수 있다.
덴마크 전역에는 5개의 멀티플렉스(MUX)로 구성된 전국적인 DVB-T2 및 MPEG-4 네트워크를 통해 디지털 지상파 수신이 가능하다. DR은 암호화되지 않은 모든 DR 채널을 방송하는 MUX 1을 소유한다. 덴마크 본토와 섬의 낮은 지형을 감안할 때, 국가의 모든 지역에 걸쳐 커버리지를 수신할때 소위 전파 월경이 불가피하다. 따라서 모든 DR의 채널은 독일 최북단과 스웨덴 최남단 스카니아에서 수신할 수 있다.
그린란드그린란드의 모든 도시는 DR1, DR2, DR Ramasjang을 송출하는 DVB-T 네트워크를 통해 무료로 수신할 수 있다.
페로 제도
페로 통신의 자회사인 Televarpið는 DR1, DR2, DR Ramasjang을 송출하는 DVB-T 방송으로 페로 제도를 커버하고 있다.

## 관현악단
- 덴마크 방송 교향악단
- DR 빅밴드
- 덴마크 국립 성악 앙상블
- 덴마크 국립 합창단
- 덴마크 국립 소녀 합창단
- 덴마크 국립 합창 학교

해산된 DR 오케스트라
- 덴마크 국립 챔버 오케스트라

## 로센크예르상
1963년부터 DR은 어려운 주제를 이해하기 쉽고 생생한 형식으로 더 많은 청중이 접근할 수 있도록 하는 능력을 입증한 사람에게 로센크예르(Rosenkjær)상을 수여한다. 수상자는 다수의 라디오 강의를 개최할 것을 약속했다. 이 상은 1937년부터 1953년까지 국영방송의 책임자였던 옌스 로센크예르(Jens Rosenkjær, 1883-1976)의 이름을 따서 명명되었다. 상금은 2008년 25,000 크로네, 2009년 40,000 크로네에서 현재 DKK 50,000 크로네이다.

## 이사회
DR의 이사회는 4년 임기로 임명된 11명의 이사로 구성된다. 의장을 포함한 3명의 이사는 문화부장관이, 6명은 의회에서 임명하며, DR의 직원은 2명의 이사를 선출한다. 이사회는 DR 프로그램과 DR의 최고 경영자, 사무 총장 및 나머지 관리 직책의 고용에 대한 전반적인 책임을 진다. 이들의 이름은 알려져 있지 않다.